# Nhiếp Cám Nỗ
Nhiếp Cám Nỗ (tiếng Trung: 聶紺弩, 1903 - 1986) là bút hiệu của một thi sĩ và văn sĩ Trung Hoa.

## Lịch sử
Nhiếp Cám Nỗ sinh ngày 28 tháng 1 năm 1903 tại huyện Kinh Sơn, tỉnh Hồ Bắc. Ông có nguyên danh Nhiếp Quốc Diễm (聶國棪), hiệu Cán Như (幹如), thất danh Hồng Kim Thủy Chi Trai (紅金水之齋), bút danh Nhĩ Da (耳耶), Cam Nô (甘奴), Nhiếp Cơ (聶畸), Tiêu Kim Đạc (蕭今度), Mại Tư (邁斯), Hãn Lữ (悍膂), Đạm Thai Diệt Ám (澹台滅闇)...
Năm 1957, Ban chấp hành Trung ương Trung Cộng phát động chiến dịch chống hữu khuynh (phản hữu vận động). Đảng viên Nhiếp Cám Nỗ được liệt vào phần tử nặng tư tưởng hữu khuynh, cho nên bị khai trừ và phải hồi hưu non, đồng thời cơ quan công an cấm rời khỏi khu vực Bắc Kinh. Tuy nhiên, Nhiếp Cám Nỗ vẫn không từ bỏ nghiệp văn bút, nên ông tự nguyện xin đi trại cải huấn để có có hội thâm nhập vào sinh hoạt cánh hữu. Ông được điều tới nông trường số 850 ở Bắc Đại Hoang. Mùa hè 1959, Nhiếp Cám Nỗ đảm trách biên tập mục văn nghệ cho đặc san Bắc Đại Hoang. Đến mùa xuân 1961, ông được phóng thích về Bắc Kinh và mùa thu cùng năm được "phục hồi danh dự", nghĩa là chính phủ không còn coi ông thuộc phái hữu nữa. Ông được đề cử vào chức vụ ủy viên văn hóa lịch sử Chính Hiệp.
Kể từ tháng 9 năm 1962, cơ quan công an bắt đầu sưu tầm tài liệu chứng cứ có liên đới các bài xã luận của tác gia Nhiếp Cám Nỗ trên văn đàn và trong nghị hội Chính Hiệp để báo cáo lên thượng cấp. Tháng 12 năm 1964, trong một cuộc họp giao ban bất thường, công an thành phố Bắc Kinh công bố một công văn nhan đề Nhiếp Cám Nỗ phản đối việc chỉnh phong giới văn nghệ, ngang nhiên công kích Mao Chủ Tịch (聶紺弩反對文藝界整風，惡毒攻擊毛主席). Đây cũng là thời gian ông tiến hành nhiều hoạt động tri ơn các bạn văn cũ như đi viếng mộ Tiêu Hồng và thăm hỏi nhiều vị tiên liệt cách mạng, mà phần đông trong số này đã bị Đảng Cộng sản Trung Quốc liệt vào thành phần hữu khuynh hoặc phản bội.
Vì thế, ngay khi Cách mạng Văn hóa bùng nổ, cả gia đình Nhiếp Cám Nỗ lập tức bị đem đi tống giam và đấu tố. Riêng phần Nhiếp Cám Nỗ bị liệt cho các hình thức trừng phạt sau :
|   | Sáu thành phần hữu khuynh              |
| - | -------------------------------------- |
| 1 | Thải hồi giam vào trại lao cải         |
| 2 | Thải hồi giam vào trại "đặc biệt"      |
| 3 | Thải hồi giam vào trường giáo dưỡng    |
| 4 | Tạm đình chỉ công tác, chờ hối cải     |
| 5 | Hạ chức vụ và giảm lương               |
| 6 | Đội "mũ" hữu khuynh, tiếp tục công tác |

## Quyến thuộc
- Phu nhân : Châu Dĩnh
- Các con :
  - Ái nữ Nhiếp Hải Yến, cùng chồng là Phương Chí Huấn tuẫn tiết tháng 8 năm 1976 vì không chịu nổi Hồng vệ binh bách hại
  - Dưỡng nữ Ngô Đan Đan

## Tác phẩm
1935年到1986年，共出版語言文字、古典小說論文集、散文集、小說集、雜文集、新舊體詩歌集31種。作品主要有：
- 短篇小說集《邂逅》、《兩條路》、《夜戲》、《紺弩小說集》
- 散文集《嬋娟》、《沉吟》、《巨像》、《高山仰止》、《紺弩散文》
- 雜文集《血書》、《歷史的奧秘》、《蛇與塔》、《早醒記》、《關於知識分子》、《二鴉雜文》、《海外奇談》、《寸磔紙老虎》、《紺弩雜文選》、《聶紺弩雜文集》
- 詩集《元旦》、《山呼》、《三草》、《散宜生詩集》
- 劇本《小鬼鳳兒》
- 故事集《天亮了》
- 回憶錄《腳印》
- 文學論集《中國古典小說論集》、《從白話文到新文字》

## Liên kết

### Tư liệu
- 聂弩绀诗选[liên kết hỏng]
- 章诒和：谁把聂绀弩送进了监狱？